# Museo della Bibbia (Amsterdam)
Il Bijbels Museum ("Museo della Bibbia") è un museo di Amsterdam inaugurato nel 1860 e ospitato dal 1975 ai nr. 366 e 368 dello Herengracht in due delle cosiddette "Cromhouthuizen" .

## Storia
Il museo fu fondato dal reverendo Leendert Schouten, che nel 1860 espose al pubblico la propria collezione.
Nel 1975 il Bijbels Museum fu trasferito nella sede attuale.

## Descrizione
Il Bijbels Museum illustra la storia della Bibbia attraverso reperti archeologici, modelli di luoghi storici, oggetti religiosi, ecc. Sono esposti sia oggetti d'arte egizi, sia opere d'arte della tradizione giudaico-cristiana, come frammenti di papiri, lampade ad olio, ecc.
Il museo è suddiviso in tre aree tematiche, ovvero la sezione intitolata "Archeologia della Bibbia" (dove sono esposti oggetti provenienti dall'Egitto e dal Medio Oriente), la sezione intitolata "Edifici sacri e tradizioni" e la sezione dedicata alla tradizione della Bibbia nei Paesi Bassi.
Tra i pezzi pregiati della collezione, figurano, tra l'altro, un modello del Tempio di Salomone, un modello del Tempio di Erode, la riproduzione del Monte del Tempio di Gerusalemme, la cosiddetta "Bibbia di Leida", ovvero l'esemplare più antico di Bibbia stampato nei Paesi Bassi e risalente al 1477, una copia del Libro di Isaia, un volume della Bibbia in olandese del 1637, la ricostruzione di un tabernacolo costruito dagli Ebrei durante la traversata del Mar Morto, ecc.

## Gli edifici che ospitano il museo
Il museo è ospitato in due delle quattro Cromhouthuizen ("Case di Cromhout"), edifici progettati nel 1688 dall'architetto Philip Vingboons per Jacob Cromhout.